# Carignano del Sulcis rosato
Il Carignano del Sulcis rosato è un vino DOC la cui produzione è consentita nella provincia di Cagliari.

## Caratteristiche organolettiche
- colore: rosato più o meno carico.
- odore: gradevolmente vinoso.
- sapore: asciutto, armonico, caratteristico.

## Produzione
Provincia, stagione, volume in ettolitri
- Cagliari  (1992/93)  1056,64
- Cagliari  (1993/94)  1190,19
- Cagliari  (1994/95)  1484,68
- Cagliari  (1995/96)  989,94
- Cagliari  (1996/97)  895,26